# Архипенко Валентин Дмитрович
Валентин Дмитрович Архипенко (7 травня 1909 — 22 грудня 1987) — російський радянський артист театру та кіно. Народний артист Естонської РСР (1965).

## Біографія
Народився 7 травня 1909 року в станиці Отаманська (нині Павловський район, Краснодарський край).
Закінчивши в 1926 році Уманську радянську трудову школу 2-го ступеня, вступив у Ленінграді в Першу Художню студію (клас М. М. Ходотова), і вже на другому курсі працював актором в дитячому театрі при Центральному будинку мистецтв міста Ленінград, а потім в театрі «Пролетарський актор».
Із грудня 1931 року по грудень 1933 року проходив дійсну військову службу в 19-му кавалерійському полку 4-ї кавалерійської дивізії.
Прийшовши з армії, працював у Колгоспно-радгоспному пересувному театрі імені Леноблвиконкому під управлінням П. П. Гайдебурова.
у 1939—1944 роках — в Ленінградському театрі комедії, у 1944—1945 роках — артист Фронтової бригади.
у 1945—1948 — в Театрі Червонопрапорного Балтійського флоту, що у той час дислокувався під Таллінном, Із 1948 року — артист Талліннського Російського драматичного театру. Член Комуністичної партії з 1959 року.
Народний артист Естонської РСР (1965), нагороджений орденами Трудового Червоного Прапора (30.12.1956) і «Знак Пошани» (1950).

## Ролі в театрі
Найбільш відомі ролі: Микита («Влада темряви» Льва Толстого), П'єтро («Тінь» Шварца), Іполит («Не все коту масляна» Островського), Забєлін («Кремлівські куранти» Погодіна), Федір Карамазов («Брати Карамазови» за Достоєвським), Бессеменов («Міщани», Горький) та інші.

## Фільмографія
- а1939 — Доктор Калюжний — Власов
- 1939 — Четвертий перископ — Струнко, комісар підводного човна «Спрут»
- 1958 — Капітан першого рангу — Лаврентій Касьянович Кудінов, боцман
- 1959 — Гаряча душа — Дмитро Трохимович Шебалін
- 1960 — До майбутньої весни — батько Віри
- 1964 — Нуль три — начальник цеху